# Gilberto Agustoni
Gilberto Agustoni (ur. 26 lipca 1922 w Szafuzie, zm. 13 stycznia 2017 w Rzymie) – szwajcarski duchowny katolicki, wysoki urzędnik Kurii Rzymskiej, kardynał.

## Życiorys
Studiował w seminarium w Lugano i tamże przyjął święcenia kapłańskie 20 kwietnia 1946. W diecezji Lugano prowadził działalność duszpasterską w środowiskach studenckich i skautowych, ponadto współpracował z lokalną Akcją Katolicką. W 1950 wyjechał do Rzymu i podjął pracę w Kurii. Ukończył również studia uzupełniające na Uniwersytecie Św. Tomasza z Akwinu i Papieskim Uniwersytecie Laterańskim, studiował ponadto na Uniwersytecie we Fryburgu. Pracował w Kongregacjach Dyscypliny Sakramentów (zajmował się problematyką małżeństw) i Kultu Bożego. Otrzymał tytuły papieskie - nadzwyczajnego tajnego szambelana (6 stycznia 1956) i prałata honorowego Jego Świątobliwości (23 maja 1964). Od maja 1970 był audytorem Trybunału Roty Rzymskiej.
18 grudnia 1986 został mianowany arcybiskupem tytularnym Caprulae i sekretarzem Kongregacji ds. Duchowieństwa; sakry biskupiej udzielił mu 6 stycznia 1987 Jan Paweł II, któremu towarzyszyli arcybiskupi Eduardo Martinez Somalo i José Tomás Sánchez. Arcybiskup Agustoni brał udział w sesjach Światowego Synodu Biskupów w Watykanie, m.in. w sesjach specjalnych poświęconych Kościołowi lokalnemu Afryki (1994) i Ameryki (1997). 2 kwietnia 1992 został mianowany pro-prefektem Trybunału Sygnatury Apostolskiej i pro-prezydentem Sądu Apelacyjnego Państwa Watykańskiego.
W listopadzie 1994 Jan Paweł II wyniósł go do godności kardynalskiej, nadając diakonię Ss. Urbano e Lorenzo a Porta Prima; jednocześnie Agustoni został pełnoprawnym prefektem Trybunału Sygnatury Apostolskiej. Z funkcji tej zrezygnował w październiku 1998 ze względu na osiągnięcie wieku emerytalnego. Kilkakrotnie reprezentował papieża na uroczystościach religijnych w charakterze specjalnego wysłannika. W lutym 2005 został promowany na kardynała prezbitera, zachował diakonię Ss. Urbano e Lorenzo a Porta Prima w charakterze tytułu prezbiterskiego na zasadzie pro hac vice.
W lipcu 2002 ukończył 80 lat i utracił prawo udziału w konklawe.